# Crevon
Der Crevon ist ein kleiner Fluss in Frankreich, der in der Region Normandie verläuft. Er entspringt im Gemeindegebiet von Saint-Germain-des-Essourts, entwässert zunächst in südlicher Richtung, schwenkt dann auf Südost und mündet nach rund 16 Kilometern im Gemeindegebiet von Vascœuil als rechter Nebenfluss in die Andelle. Auf seinem Weg berührt der Crevon die Départements Seine-Maritime und Eure.

## Orte am Fluss
(Reihenfolge in Fließrichtung)
- Saint-Germain-des-Essourts
- Blainville-Crevon
- Le Clos Rejoui, Gemeinde Catenay
- L’Épinay, Gemeinde Saint-Aignan-sur-Ry
- Ry
- Saint-Denis-le-Thiboult
- Vascœuil

## Sehenswürdigkeiten
- Château de Blainville-Crevon, mittelalterliche Burgruine am Flussufer bei Blainville-Crevon – Monument historique[4]
- Château de Vascœuil, Schloss aus dem 17. Jahrhundert bei Vascœuil – Monument historique[5]. Der Fluss verläuft im Schlosspark.